# Centaurium flexuosum
Centaurium flexuosum är en gentianaväxtart som först beskrevs av René Charles Maire, och fick sitt nu gällande namn av J.-p. Lebrun och W.Marais. Centaurium flexuosum ingår i släktet aruner, och familjen gentianaväxter. Inga underarter finns listade i Catalogue of Life.